# Louis Gilliéron
Louis Gilliéron (18. studenog 1909.) je bivši švicarski hokejaš na travi.
Na hokejaškom turniru na Olimpijskim igrama 1936. u Berlinu je igrao za Švicarsku. Odigrao je sva tri susreta kao vezni igrač i kao napadač. Švicarska je dijelila 5. – 11. mjesto. 

## Vanjske poveznice
- Profil na Sports Reference.com  Arhivirana inačica izvorne stranice od 19. svibnja 2011. (Wayback Machine)